# Eberhard Weise
Eberhard Weise   (Lauta, 3 d'agost de 1953) és un pilot de bob alemany, ja retirat, que va competir sota bandera de la República Democràtica Alemanya durant les dècades de 1970 i 1980. Com molts d'altres pilots de l'època s'havia iniciat en l'atletisme. El 1974 va disputar el Campionat d'Europa d'atletisme en pista coberta i aquell mateix any aconseguí el rècord d'Europa en pista coberta de les 100 iardes amb un temps de 9,5".
El 1984 va prendre part en els Jocs Olímpics d'Hivern de Sarajevo, on guanyà la medalla de plata en la prova de bobs a quatre del programa de bob. Formà equip amb Bernhard Lehmann, Bogdan Musiol i Ingo Voge.
En el seu palmarès també destaquen una medalla de plata al Campionat del món de bob, així com una plata i un bronze al Campionat d'Europa de bob.